# 新潟方式
新潟方式（にいがたほうしき）は、新潟県で実施される選挙において民主党（2002年4月の参院補選時には自由党も参加）、社会民主党、連合、市民グループ（緑・にいがたなど）の4者が無所属候補を共同で擁立する方式のことを言う。なお、本項では衆議院議員選挙の小選挙区レベルのものは市民グループによる推薦の有無が確認できないため便宜的に除外し、全県レベルの選挙に限定して扱っている。

## 概要
これまで主な選挙では、2002年4月の参議院議員補欠選挙、2004年7月の第20回参議院議員通常選挙、同年10月の新潟県知事選挙において実施された。
前2回はそれぞれ黒岩宇洋・近藤正道の当選に成功。しかし、この期間、黒岩は無所属だったが近藤正道は社会民主党県議からの立候補だったこともあり2005年1月に無所属のまま社民党会派入りした。社民党主導で民主党衆議院議員西村智奈美の大学時代の師匠に当たる多賀秀敏を擁立した県知事選では、民主党の渡辺秀央参議院議員ら旧自由党系が自民党・公明党推薦の泉田裕彦を支持した（自公両党が民主党分裂を誘うために泉田に乗ったとの説もある）ため同党は県連による支持に留めたこともあり、十分には機能しなかった（泉田裕彦を参照）。
その後、修復に向けた動きもあったが、黒岩が「3年間は無所属」の公約を守った後に2005年12月に民主党入りしたことや、2007年4月の新潟県議会議員選挙において民主党が全選挙区で公認候補を擁立する方針を打ち出したことなどに対抗したのか、社民党は2007年7月の第21回参議院議員通常選挙に山本亜希子（前新潟市議）を擁立した。このことから新潟方式は事実上破綻した。
2007年7月の参院選において、連合は黒岩のみ推薦、国民新党は森を推薦したことにより、それぞれの方向性にあった支援を受け2人区の新潟選挙区では自民党候補の2倍の票数を民主党候補2名と社民党候補の計3名で得ており野党連合のあり方次第では全国で唯一、非自民・公明で2人が当選できる可能性を示唆する結果となった。
2009年の第45回衆議院議員総選挙では民主党が全選挙区で候補者を擁立したために、この関係が完全に崩れたと思われたが、翌年の第22回参議院議員通常選挙では2人区以上では複数擁立を目標としていた民主党だったが、新潟県選挙区では田中直紀のみ擁立し、近藤正道が与党2人目の候補者というような形式となり、近藤も社民党籍を残したまま無所属として選挙を戦ったが、田中のみの当選に留まり、近藤は議席を失った。

## 選挙結果
| 当落 | 得票    | 候補者     | 政党   | 経歴 |
| ---- | ------- | ---------- | ------ | ---- |
| 当   | 541,881 | 黒岩宇洋   | 無所属 | 新   |
|      | 342,207 | 塚田一郎   | 自民党 | 新   |
|      | 132,672 | 桑原加代子 | 共産党 | 新   |

| 当落 | 得票    | 候補者     | 政党   | 経歴 |
| ---- | ------- | ---------- | ------ | ---- |
| 当   | 428,117 | 近藤正道   | 無所属 | 新   |
| 当   | 367,059 | 田中直紀   | 自民党 | 現   |
|      | 319,968 | 塚田一郎   | 自民党 | 新   |
|      | 111,201 | 桑原加代子 | 共産党 | 新   |

| 当落 | 得票    | 候補者   | 政党（推薦・支持政党）       | 経歴 |
| ---- | ------- | -------- | ---------------------------- | ---- |
| 当   | 344,904 | 泉田裕彦 | 無所属（自民党、公明党）     | 新   |
|      | 299,145 | 多賀秀敏 | 無所属（社民党、民主党県連） | 新   |
|      | 198,675 | 小林一三 | 無所属                       | 新   |
|      | 109,539 | 宮越馨   | 無所属                       | 新   |
|      | 46,207  | 川俣幸雄 | 無所属（共産党）             | 新   |
|      | 41,626  | 伊藤雄二 | 無所属                       | 新   |

| 当落 | 得票    | 候補者     | 政党   | 経歴 |
| ---- | ------- | ---------- | ------ | ---- |
| 当   | 403,497 | 塚田一郎   | 自民党 | 新   |
| 当   | 355,901 | 森裕子     | 民主党 | 現   |
|      | 344,424 | 黒岩宇洋   | 民主党 | 現   |
|      | 91,016  | 山本あきこ | 社民党 | 新   |
|      | 54,537  | 武田勝利   | 共産党 | 新   |
|      | 7,806   | 楠原光政   | 無所属 | 新   |

| 当落 | 得票数  | 候補者   | 党派       | 議員歴 | 備考 |
| ---- | ------- | -------- | ---------- | ------ | ---- |
| 当   | 439,289 | 田中直紀 | 民主党     | 現     |      |
| 当   | 412,217 | 中原八一 | 自由民主党 | 新     |      |
|      | 200,182 | 近藤正道 | 無所属     | 現     |      |
|      | 73,579  | 武田勝利 | 日本共産党 | 新     |      |
|      | 24,300  | 安中聡   | 無所属     | 新     |      |
|      | 10,987  | 笠巻健也 | 幸福実現党 | 新     |      |